# إفاغريوس سكولاستيكوس
إفاغريوس سكولاستيكوس (باليونانية: Εὐάγριος Σχολαστικός)‏ هو عالم ومفكر سوري ولد في حماة وعاش في القرن السادس الميلادي حيث كان معاوناً للبطريرك غريغوري الأنطاكي. أحد أعماله التي بقيت موجودة كتابه التاريخ الكنسي وهو مجموع من 6 مجلدات تتكلم عن تاريخ الكنيسة منذ مجمع أفسس (431 م) حتى فترة حكم موريس.

## روابط خارجية
- إفاغريوس سكولاستيكوس على موقع الموسوعة البريطانية (الإنجليزية)